# ولسوالی محمود راقی
محمود راقی یکی از ولسوالی‌های ولایت کاپیسا در خاور افغانستان است. جمعیت آن در سال ۲۰۲۴ میلادی، ۷۷٬۹۵۶ نفر اعلام شده است.

## منبع‌ها
1. ↑  «براورد نفوس کشور سال 1403.pdf». Google Docs. دریافت‌شده در ۲۰۲۴-۱۱-۱۸.